# Waterford Airport
Waterford Airport är en flygplats i republiken Irland. Den ligger i den sydöstra delen av landet. Waterford Airport ligger 26 meter över havet. Staden Waterford ligger norr och staden Tramore sydväst om flygplatsen.